# マンウェ
マンウェ (Manwë) は、J・R・R・トールキンの中つ国を舞台とした小説『指輪物語』、『シルマリルの物語』の登場人物。世界を形づくった諸力（ヴァラール）のうち、創造神エルの考えを最もよく理解するものであり、中つ国を含む全世界（アルダ）の長上王。大気と風を司ることから、「風を吹かすもの」を意味する、スーリモ(Súlimo)とも呼ばれる。
妻は星々の女王ヴァルダ。兄弟にメルコール。彼に仕えるマイアに、エオンウェがいる。
彼の目と服は青い。ノルドールはサファイアからかれの王錫をつくった。

## 風の王マンウェ
エルはマンウェをメルコールの兄弟として創造した。メルコールが最も力あるものであったのに対し、マンウェはエルの意図を最も理解するものであった。マンウェは創造の歌の中で、大気と風にもっとも配意した。かれの創造した空気は、ウルモの創造した水とともに、雲や雨、雪を形づくった。

## アイヌアの王マンウェ
創造の歌（アイヌリンダレ）が終わり、エルが虚空の中に実在する物質世界エアを置くと、多くのアイヌアはかの世界に下向した。メルコールは地球（アルダ）の支配を欲し、これをかれの思うとおりに形づくろうとした。しかしマンウェはアイヌアの力を集めてメルコールを退けた(第一の合戦)。マンウェとアイヌアは、いずれ現れるイルーヴァタールの子らのため、地球の形を整え続けたが、メルコールの絶えざる妨害のため、アルダは創造の歌にあったほど美しくはならなかった。

## エルの代弁者マンウェ
世界の中にいるアイヌアたちは、世界の外のエルとは隔絶された。しかしアルダの王たるマンウェだけは、自らの心の奥に問いかけることで、エルの言葉を聞くことが出来た。

### エントの創造
アウレはドワーフを創造し、これはエルに許された。ドワーフたちの出現を知ると、アウレの妻ヤヴァンナはかの女の愛する植物たちが、ただドワーフやイルーヴァタールの子らに利用されるのをおそれ、植物のうちとくに木々を守るものの存在を望んだ。ヤヴァンナは創造の歌にかれらを見たが、かれらが確かに現れるのかをマンウェにたずねた。マンウェが心の内に問いかけると、エルはこれに答え、ヤヴァンナはエルフが目覚める時、エントもまた目覚めることを知った。そしてマンウェもまた、大鷲たちがエルフよりも前に中つ国を訪れることを知った。

### メルコールの捕縛
中つ国にエルフが目覚めると、メルコールはかれらに害をなした。オロメがこれに気づき、ヴァリノールに知らせをもたらすと、ヴァラールは会議をもった。マンウェはエルからの、メルコールに代わりアルダを支配すべし、との声を聞き、ここにヴァラールの第二の合戦が開かれた。メルコールは捕らわれ、エルフたちはヴァラールの住むアマンの地へと招かれた。

## ヴァリノールの王マンウェ
マンウェは世界の最高峰タニクウェティルの山頂の宮居に、妻である星々の女王ヴァルダとともに住んでいる。ヴァルダとともにあるとき、世界のうちでかれの目に写らないものはないという。

### ヴァンヤールの友マンウェ
マンウェはアマンの地へ至ったエルフのうち、イングウェに率いられてやってきたヴァンヤールを最も愛した。マンウェはかれらに歌と詩を授け、ヴァンヤールはタニクウェティルのかれの膝下に住んだ。

### 悪を知らぬもの
メルコールが捕らわれて三紀が過ぎ、かれがへりくだって許しを乞うと、かれは釈放された。マンウェは悪を知らなかったため、メルコールがまた悪をなすとは思わなかったためである。このためメルコールはエルフと人間とのあいだに虚言を撒き、かれが虚空に投げ出されたあとも、イルーヴァタールの子らの心に影を落としている。

## 怒りの戦い
メルコールの虚言に誑かされたフェアノールによるノルドールの叛乱に、マンウェはひどく心を痛め、落涙した。かれらのことを愛していたためである。しかし中つ国へと渡った叛乱者にかれは助力を与えず、かれらがアマンの地へと逃げ帰ることも禁じた。イルーヴァタールの子らがモルゴスを相手に敗北の歴史をすごし、ついにかれらの運命が極まろうとしたとき、エルフと人間のあいだに生まれたエアレンディルは、運命に守られてアマンの地へと航海し、許しと助力を乞うた。するとヴァラールは立ち上がり、ヴァリノールの軍勢を率いてモルゴスを討った。マンウェは冥王モルゴスを世界の外に永遠に投げ出し、エルフたちのうち許しを請うものは、西方への帰還を許された。かくして第一紀は終わった。

## ヌーメノールの没落
エルフとともにモルゴスと戦った人間エダインには、褒美としてヌーメノールの地が与えられた。マンウェはかれらがアマンの地へ近づくことを禁じたが、第二の冥王サウロンはかれらをたぶらかし、かの地へ航海させた。マンウェとヴァラールはアルダの統治を手放し、エルに裁断をあおいだ。エルはヌーメノールの地をその民その文明もろとも沈め、これによって起こった波は中つ国の西岸の形を変えた。

## イスタリの派遣
サウロンの力が増し、中つ国の危険が高まると、マンウェは会議を開き、中つ国の民を助ける使者をマイアのうちから募った。マイアは中つ国の民を支配してサウロンに直接挑むことは許されなかったため、聖なる力を捨てて弱い人間の肉体をまとい、助言をもって中つ国の民を勇気づけ、かの民の力でサウロンの打倒を実現しなければならなかった。マンウェはオローリンを選び、かれを中つ国へと送った。オローリンはガンダルフとして二千年にも渡る旅を続け、彼によってサウロンの打倒はなされた。かくして第三紀は終わった。

## 名前の意味
マンウェとはクウェンヤで「祝福されしもの（Blessed One）」を意味する。ヴァラリン(ヴァラール語)ではマーナウェヌーズ（Mānawenūz）であるとされる。意味は同じく「祝福されしもの（Blessed One）」または「エルに最も近きもの（One (closest) in accord with Eru）」である。